# Melle (Deux-Sèvres)
Melle è un comune francese di 3 909 abitanti situato nel dipartimento delle Deux-Sèvres nella regione della Nuova Aquitania.
I suoi abitanti si chiamano mellois.

## Società

### Evoluzione demografica
Abitanti censiti